# Концерт для фортепіано з оркестром № 1 (Ліст)

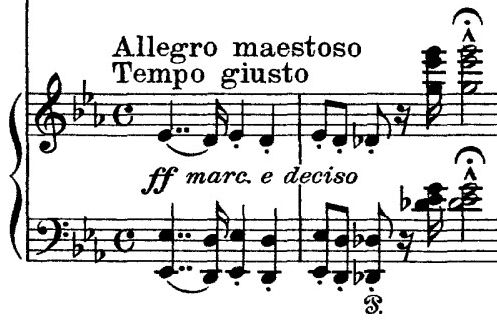
Перші такти твору

Концерт для фортепіано з оркестром № 1 (Ліст) — твір Ференца Ліста, написаний в тональності мі-бемоль мажор. Основний мотив був складений в 1830 році, а остаточна версія датується 1849 році. Прем'єра концерту відбулася у Веймарі в 1855 році, сольну партію виконував сам композитор, а диригував Гектор Берліоз
Концерт складається з чотирьох частин, що виконуються без перерви, загальною тривалістю близько 20 хвилин:
1. Allegro maestoso
2. Quasi adagio
3. Allegretto vivace — Allegro animato
4. Allegro marziale animato

Оркестр включає флейту-піколо, по дві флейти, гобої, кларнети, фаготи, по дві труби та валторни, три тромбони, литаври, тарілки, трикутник і групу струнних.